# Tel Aviv
Tel Aviv-Yafo (em hebraico:  תֵּל־אָבִיב-יָפוֹ; em árabe: تل أبيب, Tēl ʼAbíb) geralmente chamada de Tel Aviv ou Telavive, é a segunda maior cidade de Israel e por vezes referida como capital de facto e reconhecida internacionalmente de Israel, quando na verdade, a cidade é apenas a capital econômica de Israel, com uma população estimada em 2011 em 405 000 habitantes. A cidade situa-se na costa mediterrânica de Israel, com uma área de 51,8 quilômetros quadrados. É a maior e mais populosa cidade da região metropolitana de Gush Dan, onde vivem 3,15 milhões de pessoas (2008). A cidade é governada pelo município de Tel Aviv-Yafo, dirigido por Ron Huldai.
Tel Aviv foi fundada por uma comunidade judaica em 1909 nos arredores da antiga cidade portuária árabe de Jafa (em hebraico:  יָפוֹ, Yafo; em árabe: يافا, Yaffa). O crescimento de Tel Aviv logo ultrapassou Jafa, que tinha maioria árabe na época. Tel Aviv e Jafa foram fundidos em um único município em 1950, dois anos após a criação do Estado de Israel. A Cidade Branca de Tel Aviv, que foi considerada um Patrimônio Mundial pela UNESCO em 2003, dispõe da maior concentração do mundo de edifícios de estilo Bauhaus.
Tel Aviv é um importante centro econômico, sedia a Bolsa de Valores de Tel Aviv, além de escritórios corporativos e centros de pesquisa e desenvolvimento. A cidade é a capital financeira do país e um dos principais centros financeiros e de artes cênicas. Tel Aviv tem a segunda maior economia do Oriente Médio depois de Dubai e é a 31ª cidade mais cara do mundo. Com 2,5 milhões de visitantes internacionais por ano, Tel Aviv é a quinta cidade mais visitada no Oriente Médio e na África. É conhecida como "a cidade que nunca dorme" e como a "capital das festas", devido à sua vibrante vida noturna, ambiente jovem e vida cultural 24 horas por dia.

## Etimologia
O nome Tel Aviv (literalmente "Colina da Primavera") foi escolhido em 1910 a partir de muitas sugestões, entre elas "Herzliya". Tel Aviv é o título hebraico do livro de Theodor Herzl Altneuland, traduzido do alemão por Nahum Sokolow. Sokolow teve o nome a partir do Livro de Ezequiel: "Então eu vim para eles do cativeiro em Tel Aviv, que viveu pelo rio Khabur, e para onde eles viviam, e me sentei esmagada entre eles há sete dias." Este nome foi encontrado colocado e abraçou a ideia do renascimento da antiga pátria judaica. Aviv é hebraico para "Primavera", simboliza renovação e, tel é um sítio arqueológico que revela camadas de uma civilização construída sobre a outra. Teorias sobre a etimologia podem variar entre Jafa ou Yafo em hebraico. Alguns acreditam que o nome deriva de yafah ou yofi, hebraico para "bonito" ou "beleza". Outra tradição é que Jafé, filho de Noé, fundou a cidade e que foi nomeada para ele.

## História

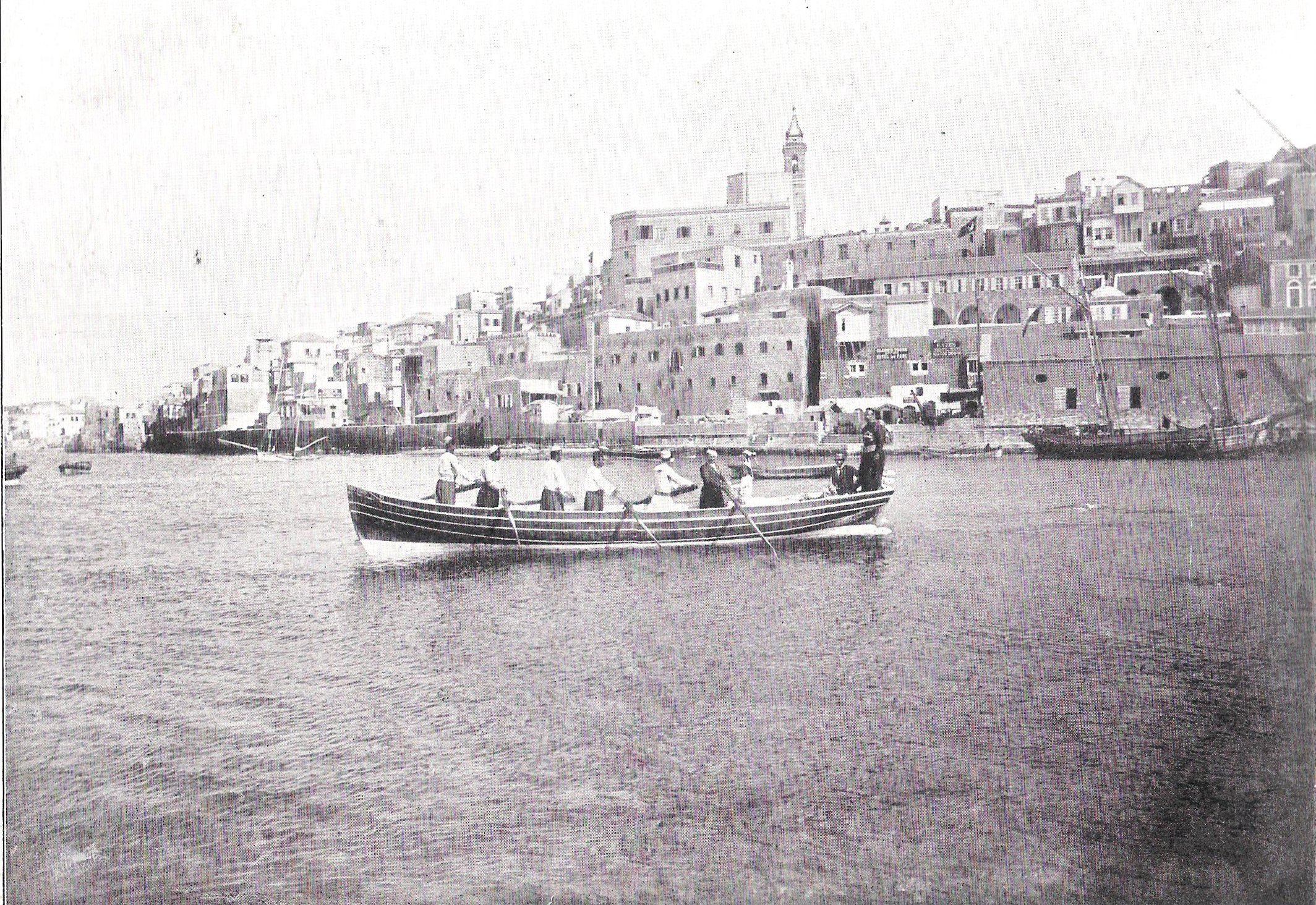
Porto de Jafa em 1899

De de 1196 até ao século XVI a área onde está situada a cidade esteve sob o domínio árabe, até que foi anexada pelo Império Otomano. Em 1799, foi conquistada por Napoleão Bonaparte e na Primeira Guerra Mundial foi reconquistada pelas tropas britânicas. A ocupação da área foi iniciada em 1880, ao norte da cidade de Jafa, onde as áreas, então pertencentes aos árabes eram relativamente caras.
No ano de 1909 a cidade foi fundada com o nome de Ahuzat Bayit, com a intenção de ser apenas uma cidade-dormitório, e posteriormente foi renomeada Tel Aviv. No entanto, por volta de 1921 houve problemas entre as comunidades árabe e judaica em Jafa, o que culminou com a criação do distrito comercial de Tel Aviv, que proporcionou à cidade seu primeiro momento de rápido crescimento populacional. O plano diretor foi implementado em 1925 pelo então prefeito Meir Dizengoff, hoje lembrado na mais importante avenida desta cidade.
A população de Israel como um todo, e portanto a de Tel Aviv também, cresceram muito com a imigração após a subida de Adolf Hitler e dos nazis ao poder na Alemanha em 1933 e, posteriormente, depois da Segunda Guerra Mundial. Jafa foi o grande núcleo de desenvolvimento até ao século XX, e alvo histórico de conquistas e reconquistas. Originalmente uma cidade fenícia, constituiu-se como um importante porto de mar até 1965, data em que o porto foi fechado, e foi concluído o porto de Asdode.

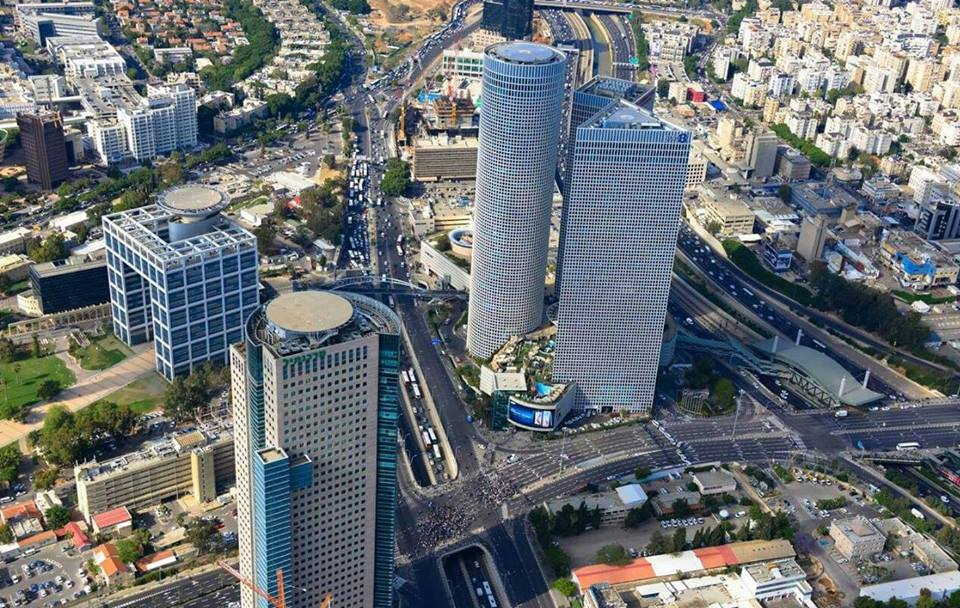
Edifícios Azrieli Center, três dos mais altos de Israel, em 2015

Durante a Primeira guerra israelo-árabe (14 de maio de 1948), após ser proclamado o Estado de Israel, houve o bloqueio de Jerusalém, e a capital foi momentaneamente transferida para Tel Aviv, passando, em 1949, o Governo para Jerusalém. A maioria dos países, no entanto, manteve as embaixadas em Tel Aviv, com o fim de evitar tomar posições sobre a questão da posse da cidade. Em 1950 as cidades de Tel Aviv e Jafa foram unificadas (Tel Aviv-Yafo) e desde então são o centro comercial e financeiro do Estado de Israel.
Diversas vezes alvo de ataques terroristas, sofre por se localizar relativamente próxima das áreas conflituosas da Faixa de Gaza e Cisjordânia. Um dos mais notórios atentados foi o de Dizengoff Center em 2009, ocorrido durante as festividades do purim. Durante a Guerra do Golfo, em 1991, Tel Aviv foi alvo dos mísseis Scud iraquianos. Mais recentemente, durante o conflito no Líbano (em julho e agosto de 2006) o xeque Hassan Nasrallah, líder do grupo terrorista Hizbollah, ameaçou disparar mísseis sobre a cidade. A ameaça porém não foi cumprida.

## Geografia

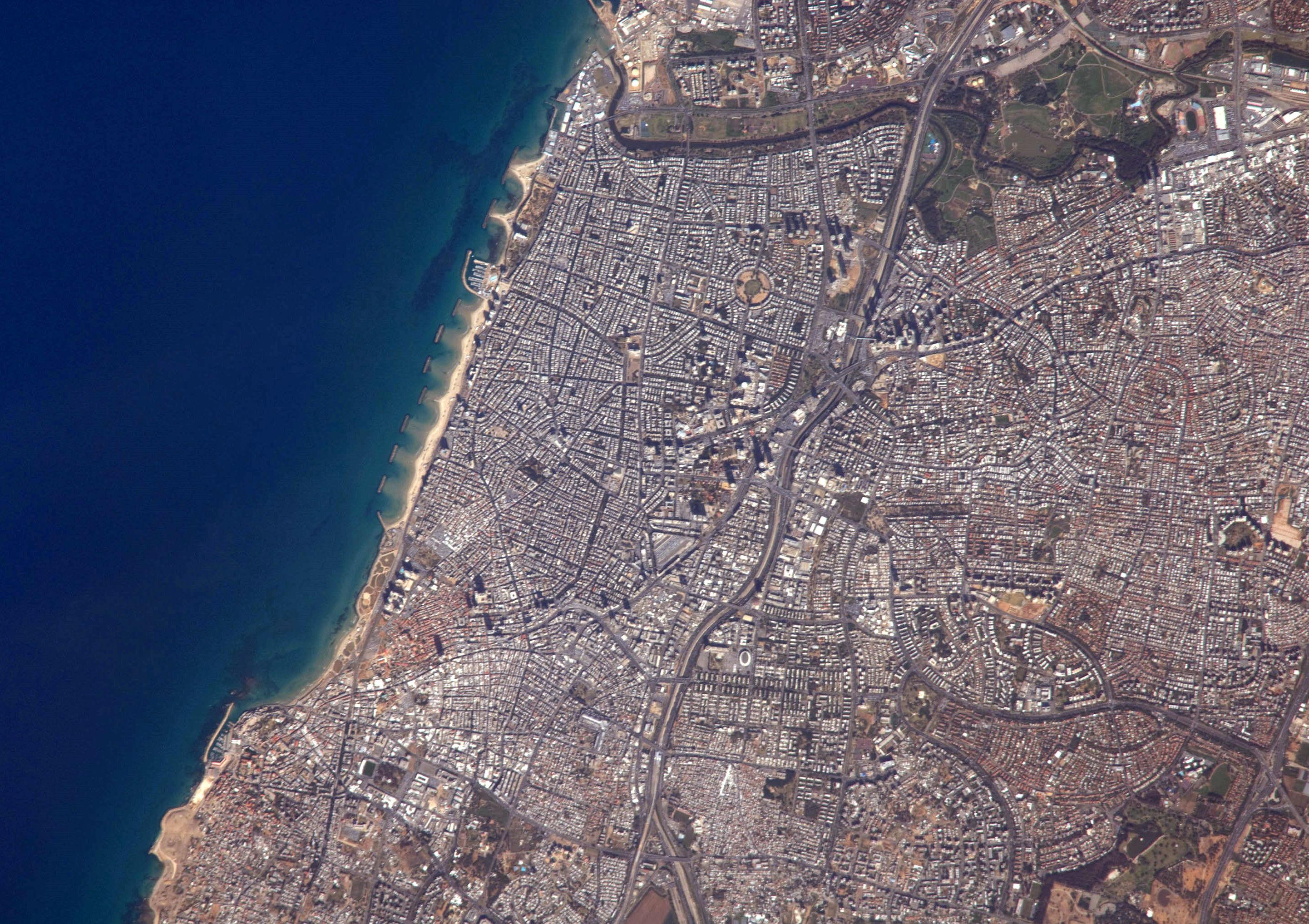
Imagem de satélite de Tel Aviv

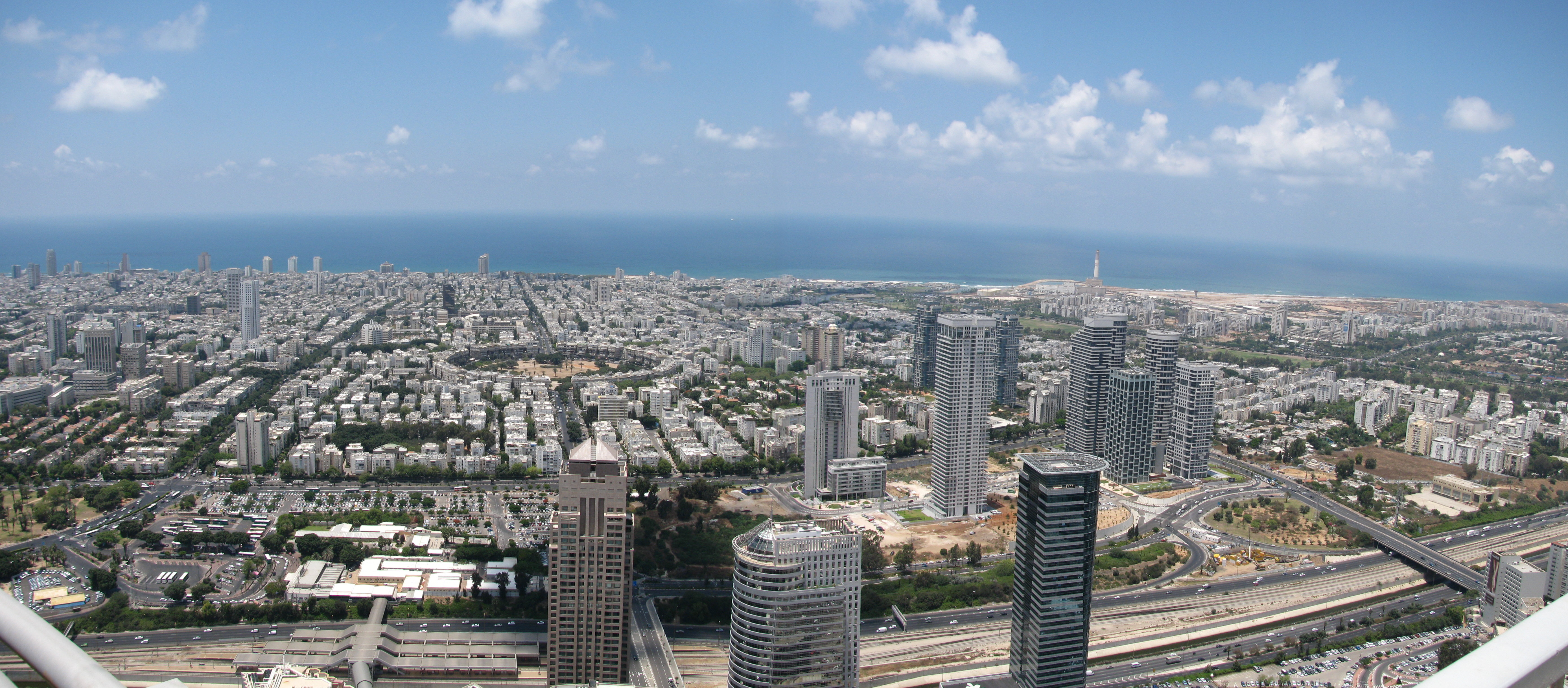
Panorama urbano a partir do Centro Azrieli

Tel Aviv está localizada em torno de 32° 05′ N, 34° 48′ L, na costa mediterrânica de Israel, a ponte histórica entre a Europa, Ásia e África. Imediatamente a norte do antigo porto de Jafa, Tel Aviv está em terras que costumavam ser dunas de areia e, como tal, a fertilidade do solo é relativamente pobre. O terreno foi aplainado e não tem gradientes importantes; suas mais notáveis características geográficas são falésias acima da costa do Mediterrâneo e da foz do rio Jarcom.
Por causa da expansão da região de Tel Aviv e Gush Dan, as fronteiras absolutas entre Tel Aviv e Jafa e entre os bairros da cidade não existem. A cidade está localizada 60 km a noroeste de Jerusalém e a 90 km ao sul da cidade de Haifa. Cidades e vilas vizinhas incluem Herzliya, ao norte, Ramat HaSharon ao nordeste, Petah Tikva, Bnei Brak, Ramat Gan e Giv'atayim ao leste, Holon a sudeste, e Bat Yam ao sul.
A cidade é economicamente estratificada entre o norte e o sul. O sul de Tel Aviv é geralmente considerado mais pobre do que do norte de Tel Aviv, com excepção do bairro de Neve Tsedek e alguns desenvolvimentos recentes na praia de Jafa. o centro de Tel Aviv inclui o Azrieli Center e o importante centro financeiro e comercial ao longo da estrada Ayalon. O lado norte de Tel Aviv é a casa de Universidade de Tel Aviv e de bairros residenciais de luxo, como Ramat Aviv, Ramat Aviv Bet e Ramat Aviv Guimel.

### Clima
Tel Aviv tem um clima mediterrâneo, com verões quentes e invernos úmidos. A umidade relativa do ar tende a ser elevada durante todo o ano, devido à proximidade da cidade com o mar. No inverno, as temperaturas raramente caem abaixo dos 5 °C (40 °F) e situam-se geralmente entre 10 °C (50 °F) e 15 °C (60 °F); a cidade não vê neve desde 2003. No verão a média é de 26 °C (80 °F), e frequentemente as temperaturas diurnas excedem os 32 °C (90 °F). Apesar da alta umidade, as chuvas são raras durante o verão. A precipitação média anual é 530 milímetros (20,9 in), quase todos ocorridos entre os meses de outubro e abril. Em Tel Aviv há luz solar quase o ano inteiro.

## Demografia

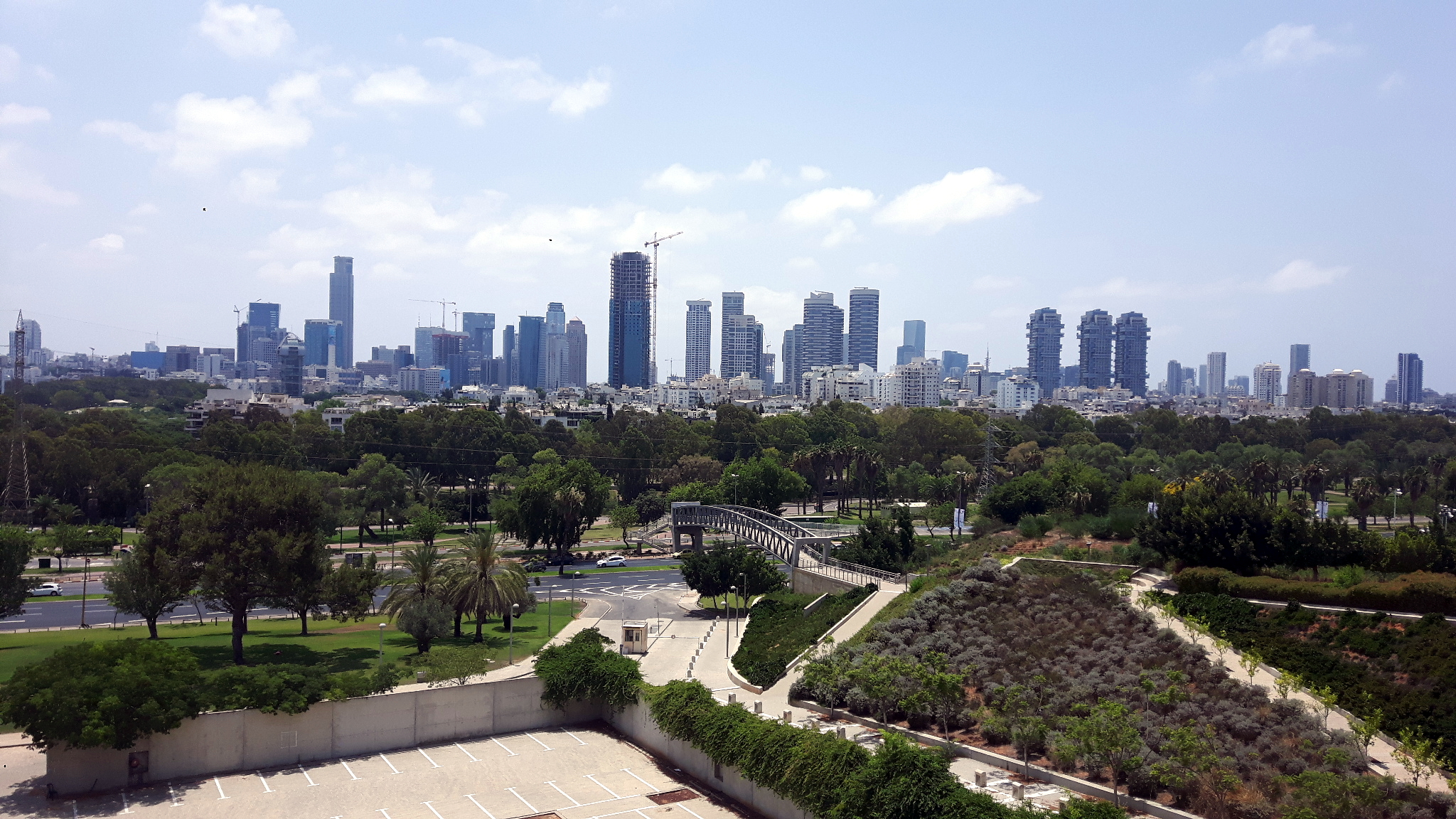
Centro da cidade visto do Centro Yitzhak Rabin

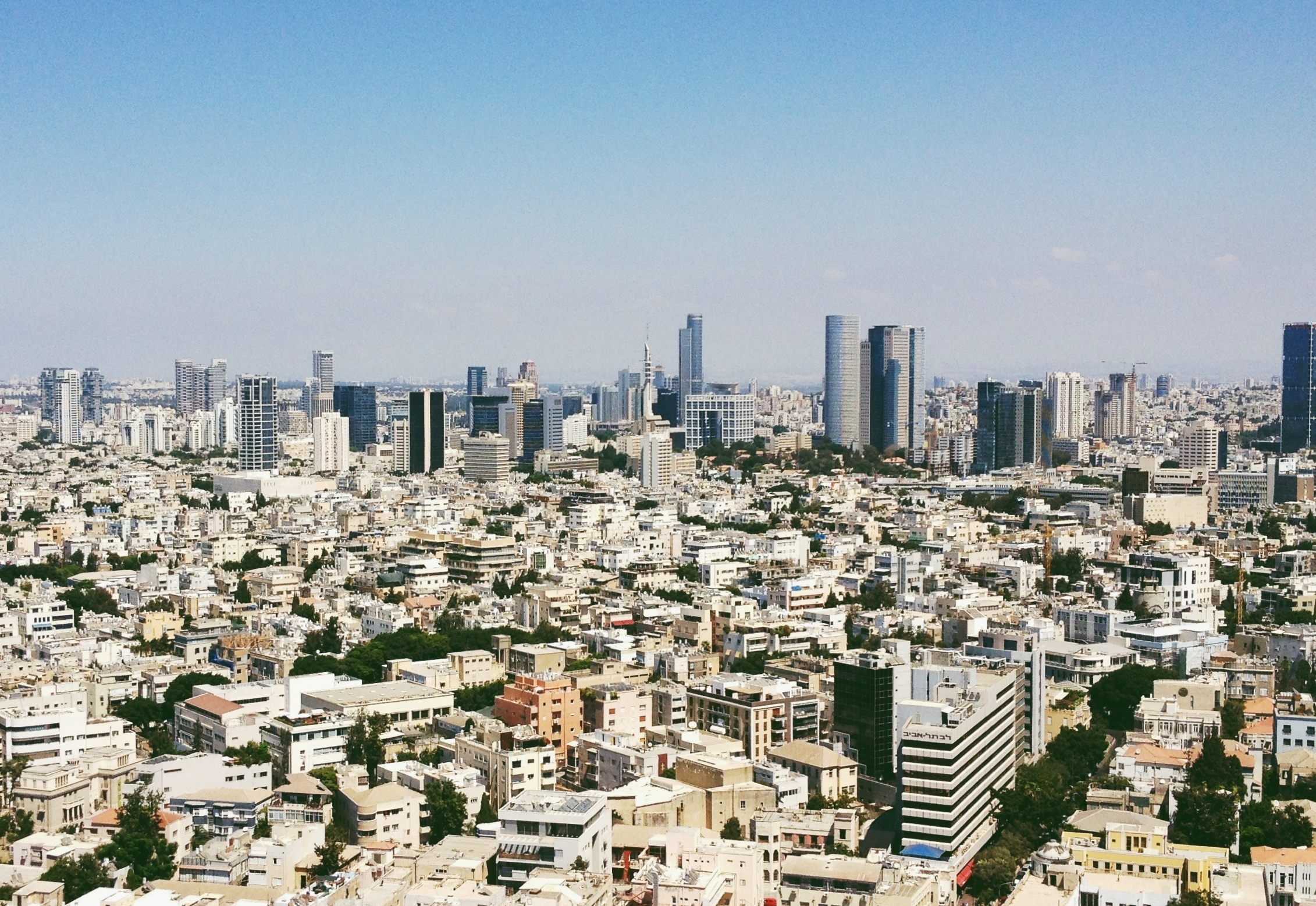
Vista de Tel Aviv-Yafo

A cidade tem uma população de 460 613 habitantes espalhados por uma área de 52 km², produzindo uma densidade populacional de 7 606 habitantes/km². Segundo o Escritório Central de Estatísticas de Israel (ECEI), a partir de Junho de 2006 a população de Tel Aviv está crescendo a uma taxa anual de 0,9%. É composto de 91,8% judeus, 4,2% árabes (muçulmanos e cristãos) e 4,0% outros (não árabes cristãos, budistas). A cidade é multicultural, e muitas línguas, tais como o russo, francês, castelhano, tagalo, tailandês, árabe, amárico e inglês muitas vezes são faladas ao lado da língua hebraica. De acordo com algumas estimativas, cerca de 50 000 trabalhadores estrangeiros asiáticos vivem na cidade e em seus subúrbios. Em comparação com outras grandes cidades ocidentais, o crime em Tel Aviv é relativamente baixo.
Segundo o município de  Telavive-Yafo, a renda média na cidade é de 20% acima da média nacional, com uma taxa de desemprego de 6,9%. As normas de educação da cidade estão acima da média nacional: dos alunos com 12 anos de estudo, 64,4% são elegíveis para o Bagrut, a qualificação recebida pelo colégio dos diplomados. O perfil etário é relativamente o mesmo, com 22,2% com menos de 20 anos, 18,5% com idade entre 20-29, 24% com idade entre 30-44, 16,2% com idade entre 45 e 59, e 19,1% com idade superior a 60.
A população de Tel Aviv atingiu o pico no início dos anos 1960, em cerca de 390 000, caindo para 317 000 no final da década de 1980 com a alta dos preços, forçando as famílias de casais jovens a se mudarem para fora. Desde a imigração em massa da antiga União Soviética na década de 1990, a população tem aumentado de forma constante. Hoje, a população da cidade é jovem e em crescimento. Em 2006, 22 000 pessoas mudaram-se para a cidade, enquanto apenas 18 500 saíram, e muitas das novas famílias tinham filhos pequenos. A população de Tel Aviv é esperado chegar a 450 000 até 2025, enquanto a idade média dos residentes na cidade caiu de 35,8 em 1983 para 34,0 em 2008. A população com mais de 65 anos é de 14,6 % em comparação com 19,0% em 1983.

### Religião

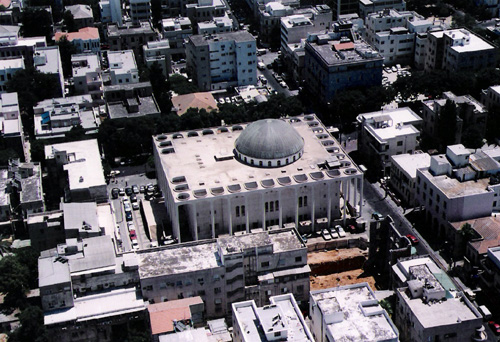
Vista aérea da Grande Sinagoga de Tel Aviv

Apesar de sua imagem como uma cidade secular, Tel Aviv tem cerca de uma centena de sinagogas, incluindo edifícios históricos, como o Grande Sinagoga, criada na década de 1930. Nos últimos anos, um centro de estudos seculares judeus "secular yeshiva" foi aberto na cidade. As tensões entre judeus laicos e religiosos antes da parada do Orgulho Gay terminou em vandalização de uma sinagoga.
Um dos mais famosos marcos Tel Aviv é a Hassan Bek Mesquita, sobre a praia. Jafa é o lar de uma considerável população muçulmana e cristã. O número de igrejas tem crescido nos últimos anos para acomodar as necessidades religiosas de diplomatas e trabalhadores estrangeiros.
O distrito de Tel Aviv é de 93% judaica, 1% de muçulmanos, e 1% de cristãos. Os restantes 5% não são classificados por religião. Israel Meir Lau é chefe rabino da cidade.
Por ser uma metrópole moderna, Tel Aviv difere de do restante de Israel um pouco em vários sentidos. As famílias, por exemplo, são muito mais liberais.
40,8% dos homens adultos eram solteiros em 2007, assim como 34,6% das mulheres (enquanto a média do país era de 34,4% e 26,9%, respectivamente). Também 21,4% dos pais ou mães que tinham filhos viviam sem a presença do outro progenitor, em contraste com apenas 12,5% no restante de Israel.

## Política

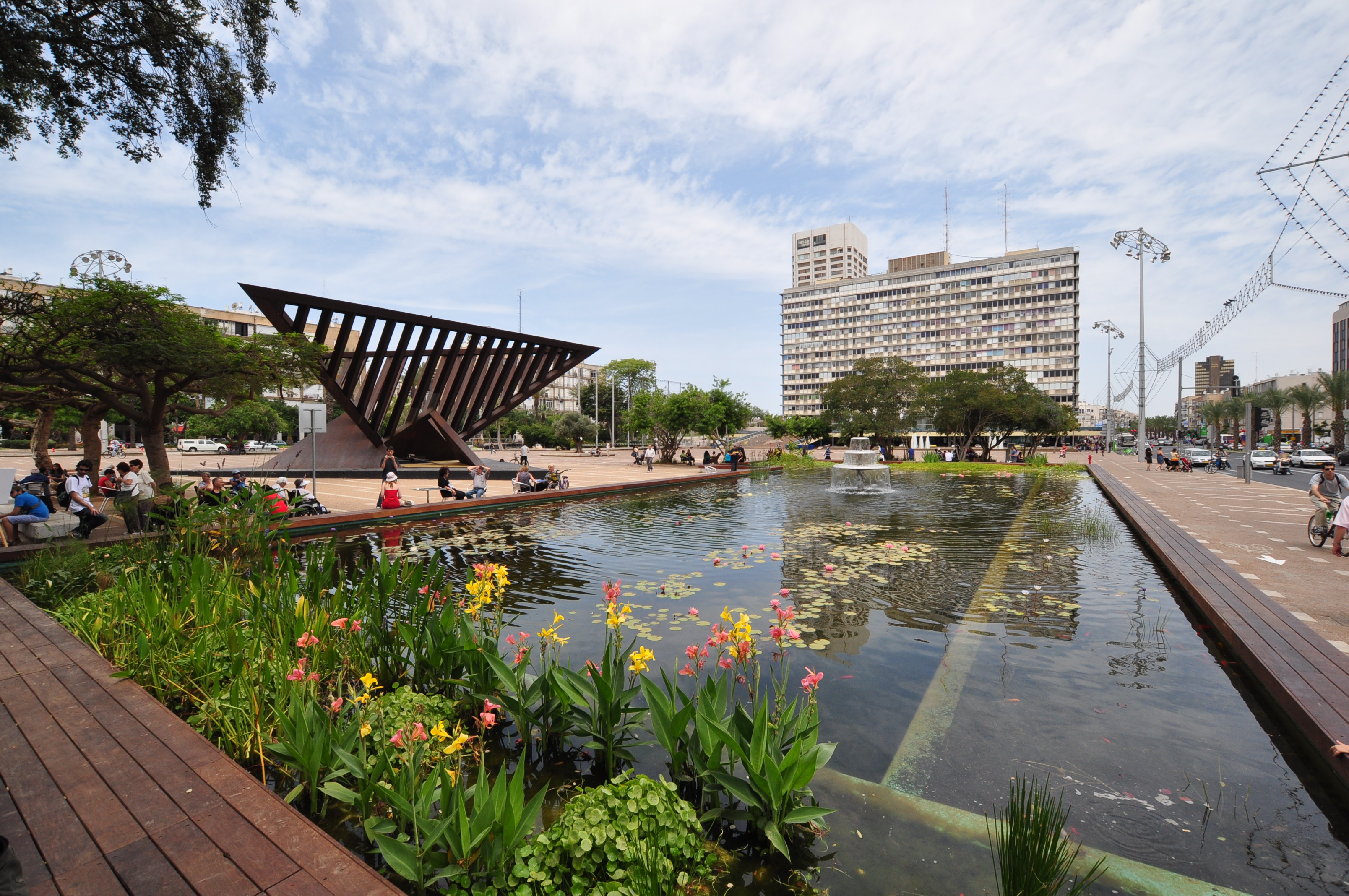
Praça Rabin e a Prefeitura de Tel Aviv (ao fundo)

Tel Aviv é governada por um conselho municipal composto por 31 membros eleitos para um mandato de cinco anos, através de eleições diretas e proporcionais. Todos os cidadãos israelenses com idade acima de 18 anos com pelo menos um ano de residência em Tel Aviv estão aptos a votar nas eleições da cidade. O município é responsável por serviços sociais, programas comunitários, infraestruturas públicas, planejamento urbano, turismo e outros assuntos locais. A Prefeitura de Tel Aviv está localizada na Praça Rabin. Ron Huldai é prefeito de Tel Aviv desde 1998. Huldai foi reeleito nas eleições municipais de 2008, derrotando Dov Khenin. O mais longo mandado foi o do prefeito Shlomo Lahat, que permaneceu no cargo por 19 anos. O menor foi de David Bloch, no cargo por dois anos (1925-1927).
A divisão demográfica da cidade criou divisões políticas entre o Partido Trabalhista, geralmente mais fortes no norte, e o Likud e outros partidos de direita e religiosos, geralmente mais fortes no sul. Na eleição de 2006, porém este padrão mudou quando o novo partido centrista Kadima ganhou 28% dos votos da cidade, seguido do Trabalhista, com 20%. Embora grande parte do país tenha se inclinado para a direita adiante das eleições de 2009 do Knesset, em Israel, 34% do eleitorado de Tel Aviv votou no Kadima. Fora dos kibbutzim, o Meretz recebe mais votos em Tel Aviv do que em qualquer outra cidade de Israel.

### Cidades-irmãs
Tel Aviv está geminada com:
| - Almati, Cazaquistão, desde 1999 - Barcelona, Espanha, desde 1998 - Bona, Alemanha, desde 1983 - Buenos Aires, Argentina, desde 1988 - Budapeste, Hungria, desde 1989 - Belgrado, Sérvia, desde 1990 - Cannes, França, desde 1993 - Cidade do México, México - Colônia, Alemanha, desde 1979 - Essen, Alemanha, desde 1992 - Filadélfia, Estados Unidos, desde 1967 | - Frankfurt, Alemanha, desde 1980 - Gaza, Palestina, desde 1998 - Incheon, Coreia do Sul, desde 2000 - Izmir, Turquia, desde 1990 - Los Angeles, EUA, desde 1998 - Lodz, Polônia, desde 1994 - Milão, Itália, desde 1994 - Tessalônica, Grécia, desde 1994 - Pequim, China, desde 1995 - Nova Iorque, EUA, desde 1996 - Taubaté, Brasil, desde 1998 | - Quixinau, Moldávia, desde 2000 - Limassol, Chipre, desde 2000 - Moscou, Rússia, desde 2000 - São Paulo, Brasil, desde 2004 - Viena, Áustria, desde 2005 - Paris, França, desde 2010 - San Salvador, El Salvador - Sófia, Bulgária, desde 1992 - Rio de Janeiro, Brasil, desde 2010 - Ottawa, Canadá desde 2011 - Toulouse, França, desde 1962 - Varsóvia, Polônia, desde 1992 |

## Economia

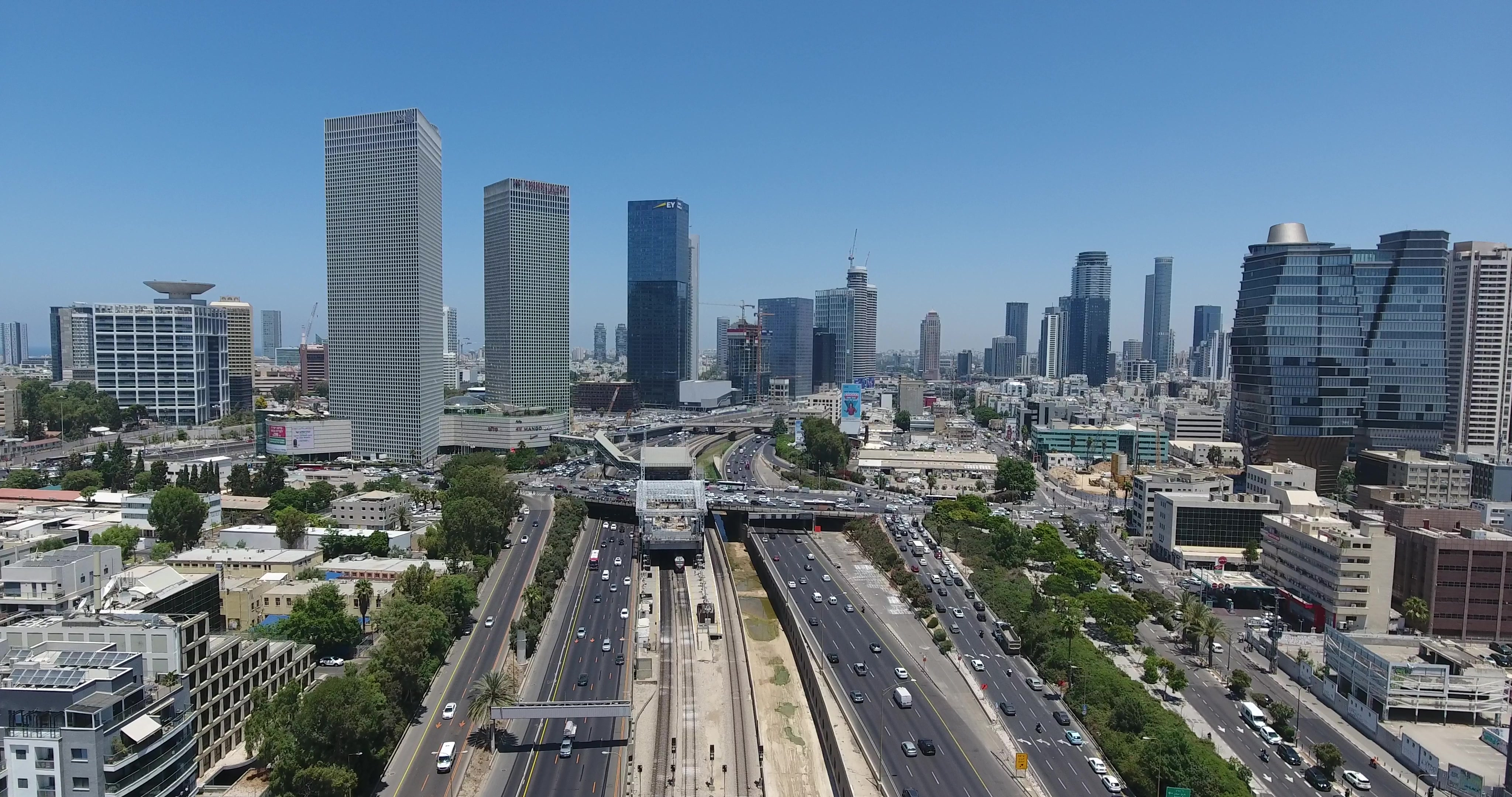
Centro financeiro de Tel Aviv

Desde quando Tel Aviv foi construído sobre dunas, sua agricultura não era rentável e o comércio marítimo era centrada em Haifa e Asdode. Em vez disso, a cidade desenvolveu-se gradualmente como um centro de investigação científica e técnica. Em 1974, a Intel abriu a sua primeira operação no exterior de investigação e desenvolvimento na cidade, e Tel Aviv emergiu como um centro de alta tecnologia na década de 1990.
A economia de Tel Aviv, desenvolveu dramaticamente nas últimas décadas. A cidade tem sido descrita como um florescente centro tecnológico pela Newsweek e uma "mini Los Angeles" pela The Economist. Em 1998, a cidade foi descrita pela Newsweek como uma das 10 cidades tecnologicamente mais influentes do mundo. Desde então, a indústria na área de alta tecnologia de Tel Aviv tem vindo a desenvolver ainda mais. A cidade é considerada o centro de uma grande aglomeração de indústrias de tecnologia de ponta conhecida como o Silicon Wadi.

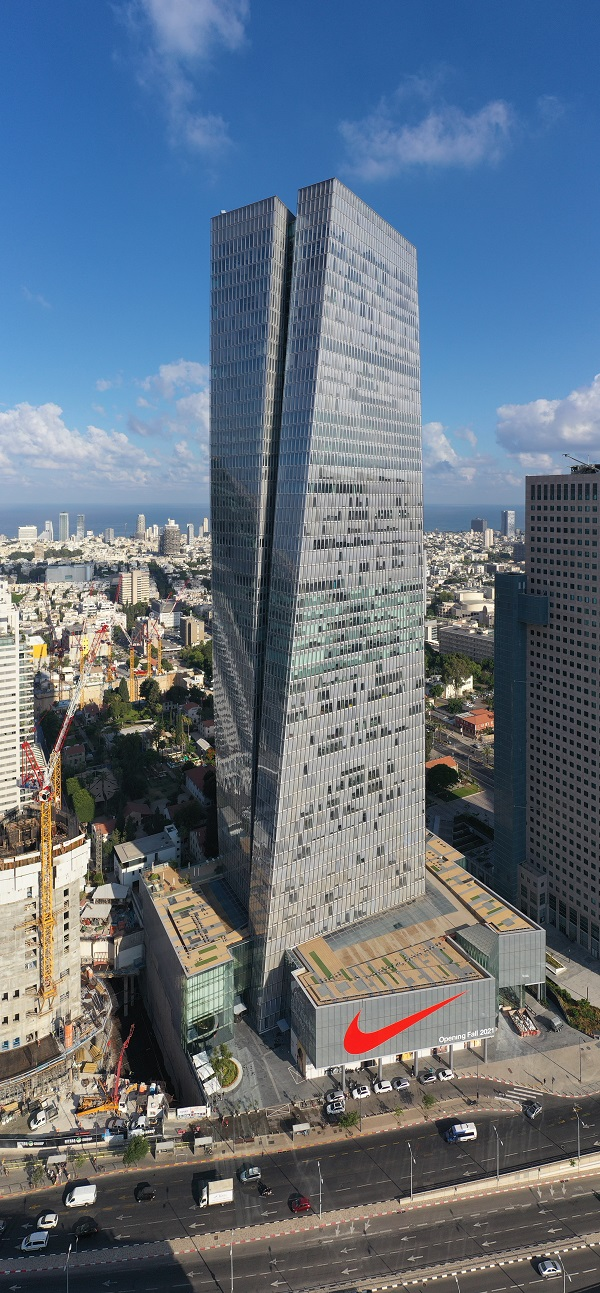
Azrieli Sarona, o maior edifício de Israel, com 238,5 metros de altura

A área metropolitana de Tel Aviv (incluindo cidades satélites como Herzliya e Petah Tikva) é o centro de alta tecnologia de Israel, e é por vezes referido como Silicon Wadi. Em Tel Aviv está sediada a Bolsa de Valores de Tel Aviv, que atinge níveis recordes desde a década de 1990.
Muitas empresas de capital internacional, institutos de investigação científica e empresas de alta tecnologia estão sediadas na cidade. Indústrias em Tel Aviv incluem processamento químico, plantas têxteis e fabricantes de alimentos. A vida noturna da cidade tem atrações culturais e arquitetura atraente para turistas, cuja despesas é benéfico para a economia local.
O Grupo de Estudos de Cidades Globais e Mundiais (GaWC) da Universidade de Loughborough, na Inglaterra, fez um inventário das cidades mais importantes do mundo, que lista Tel Aviv como tendo "fortes indícios" de uma nova cidade global, superada em nível no Oriente Médio apenas pela cidade turca de Istambul, que já é uma cidade global.
De acordo com a Forbes, nove de seus quinze bilionários nascidos em Israel de fato vivem no país; destes, quatro vivem em Tel Aviv e seus subúrbios. O custo de vida em Israel em geral é alto, com Tel Aviv sendo a cidade mais cara para se viver no país. Em 2021, Tel Aviv se tornou a cidade mais cara do mundo para se viver, de acordo com a Unidade de Inteligência Economista.

### Turismo

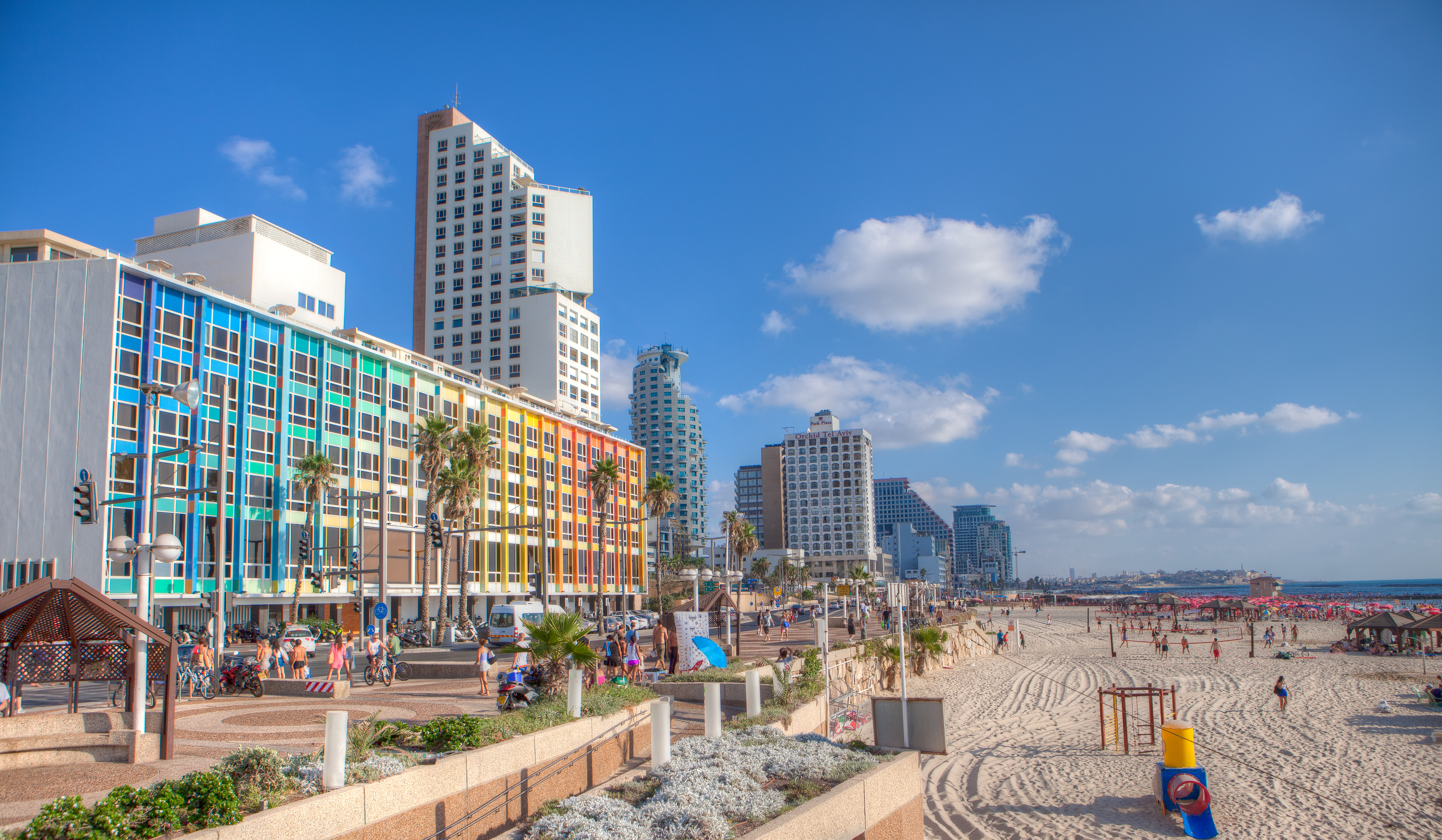
Vista da orla marítima de Tel Aviv

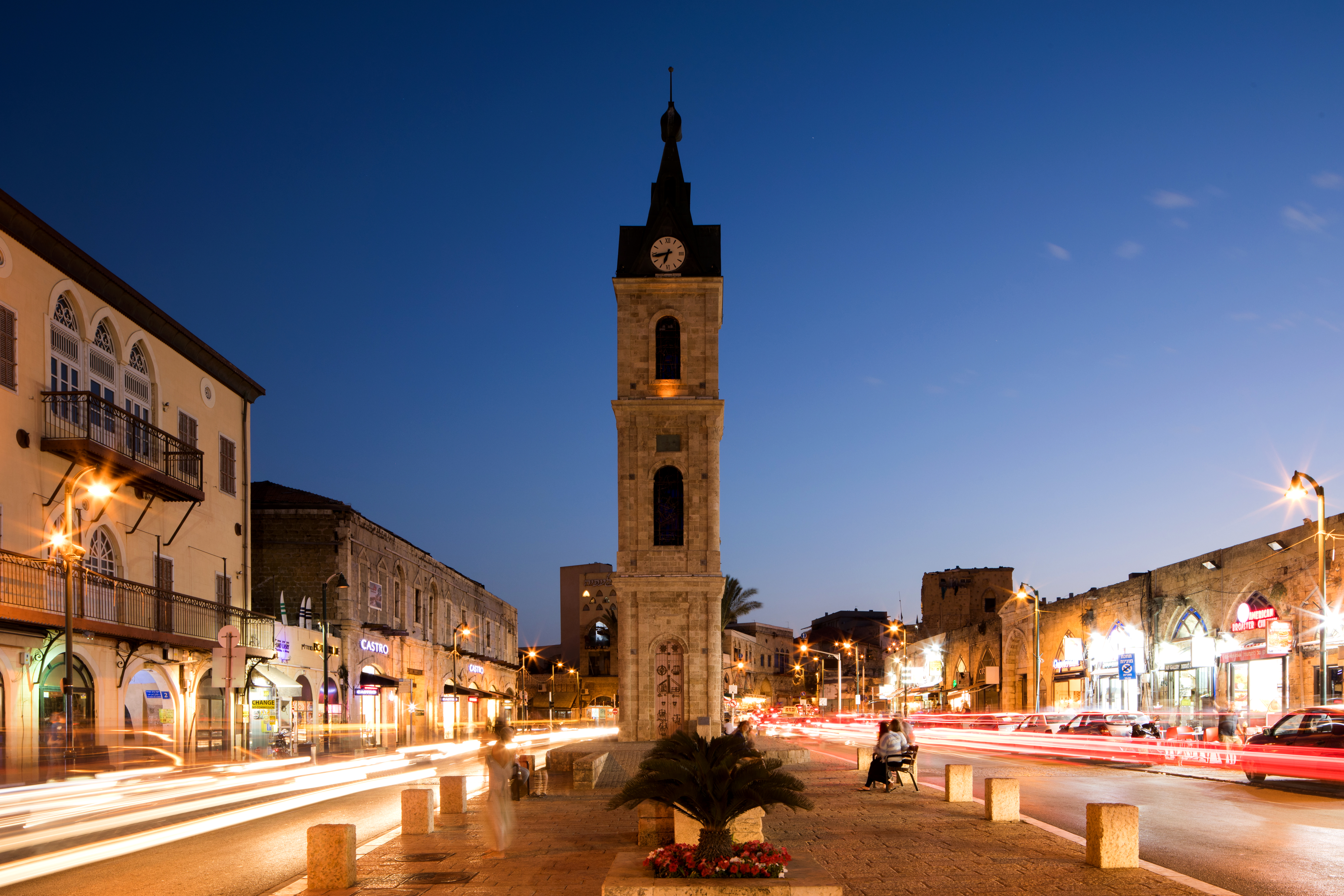
Torre do Relógio de Jafa

Em 2010, a pesquisa sobre cidades mundiais da consultoria Knight Frank classificou a cidade no 34º lugar no mundo. Tel Aviv foi classificada como a terceira "cidade mais excitante de 2011" (atrás apenas de Nova York e Tânger) pelo guia especializado em viagens Lonely Planet, além de ser considerada o terceiro melhor destino no Oriente Médio e na África pela revista Travel + Leisure (atrás apenas da Cidade do Cabo e de Jerusalém) e a nona melhor cidade litorânea do mundo pela National Geographic. Tel Aviv também é constantemente classificada como um dos principais destinos LGBT em todo o mundo.
Com 2,5 milhões de visitantes internacionais por ano, Tel Aviv é a quinta cidade mais visitada do Oriente Médio e da África. É conhecida como "a cidade que nunca dorme" e como "capital das festas" devido à sua vibrante vida noturna, por seu ambiente jovem e pela cultura 24 horas por dia. A cidade é sede de filiais de alguns dos principais hotéis do mundo, como Crowne Plaza, Sheraton, Isrotel e Hilton. É o lar de muitos museus, sítios arqueológicos e culturais, com passeios pela cidade disponíveis em diferentes idiomas. Além de passeios de ônibus, outros tipos de roteiros, como passeios arquitetônicos, também são populares. Tel Aviv tem 44 hotéis com mais de 6 500 quartos disponíveis.
As praias de Tel Aviv desempenham um papel importante no cenário cultural e turístico da cidade, muitas vezes classificadas como algumas das melhores praias do mundo. O Parque Hayarkon é o parque urbano mais visitado de Israel, com 16 milhões de visitantes anualmente. Cerca de 19% do território da cidade é composto por espaços verdes.

## Infraestrutura

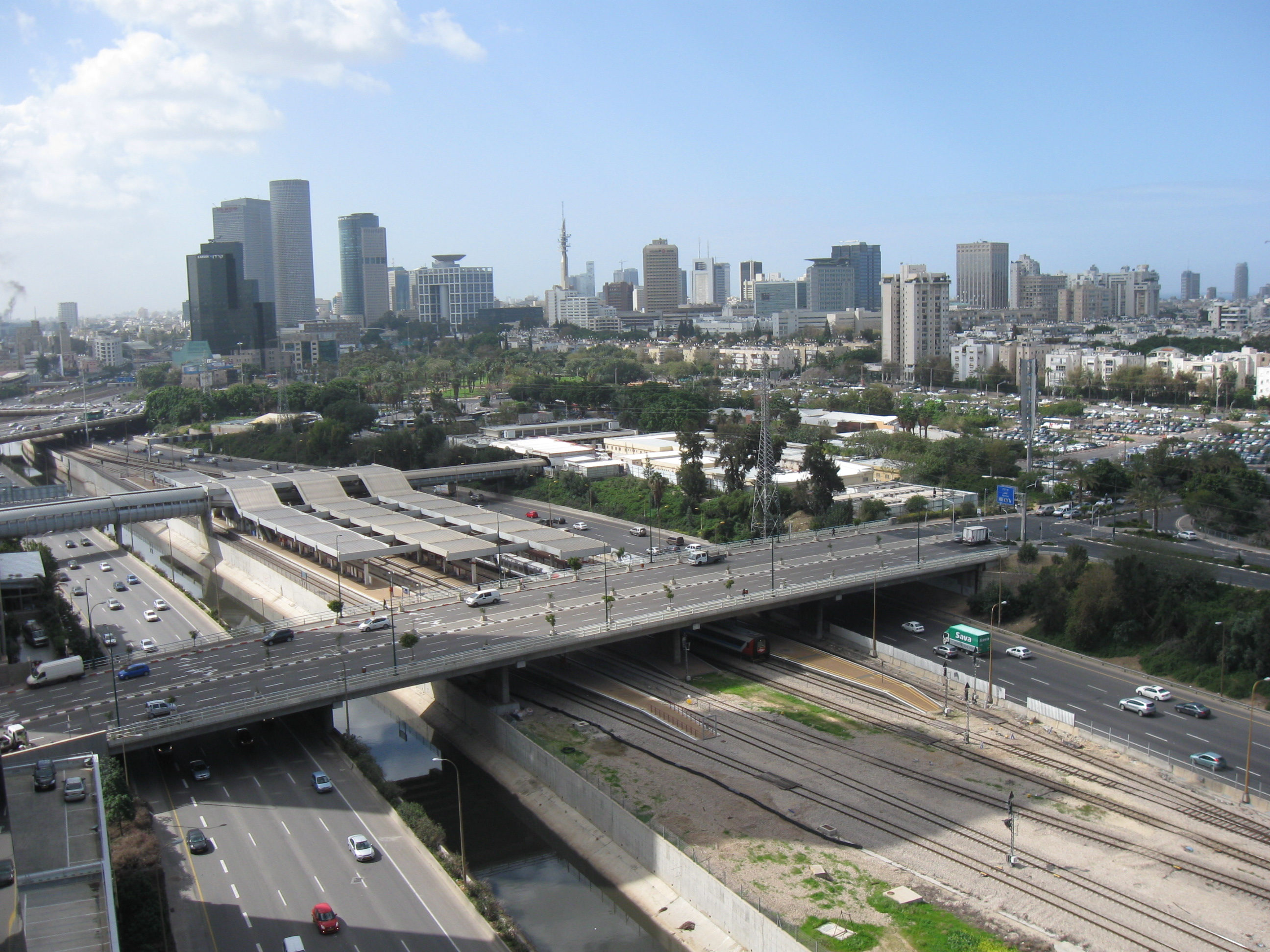
Estação Ferroviária Central de Tel Aviv

Tel Aviv possui muitas escolas, faculdades e universidades. Em 2006, havia 51 359 crianças nas escolas da cidade, das quais 8977 em jardins de infância municipais, 23 573 nas escolas primárias, e 18 809 no ensino secundário.
A Universidade de Tel Aviv, em conjunto com a Universidade Bar-Ilan na vizinha Ramat Gan, tem mais de 50 000 estudantes, grande parte deles de fora de Israel.  Fundada em 1953, é a maior universidade de Israel, internacionalmente reconhecida no ensino e investigação nas áreas da física, ciência da computação, informática, química e linguística. O campus fica no bairro de Ramat Aviv. Tel Aviv tem ainda várias faculdades técnicas.
Tel Aviv é um grande centro de transportes, com muitas estradas nacionais de Israel a ligá-la ao resto do país. A principal é a auto-estrada 20, chamada "Ayalon", que está a leste da cidade e que corre paralela ao rio Ayalon, dividindo Tel Aviv e Ramat Gan. A autoestrada 1 liga Tel Aviv ao Aeroporto Internacional Ben Gurion e a Jerusalém. Tel Aviv tem a maior estação rodoviária do mundo, com uma área de 230 000 m², chamada Estação Central de Tel Aviv. É também servida por caminho-de-ferro, tendo quatro estações ferroviárias.
No início de 2008, a prefeitura de Tel Aviv lançou um plano para construir estações para recarregar carros elétricos. Inicialmente, cinco delas serão construídas, e eventualmente 150 pontos serão colocados ao longo da cidade como parte do plano israelense de carros elétricos, o Project Better Place. Pontos de troca de baterias serão colocados nas vias de entrada na cidade.

## Cultura

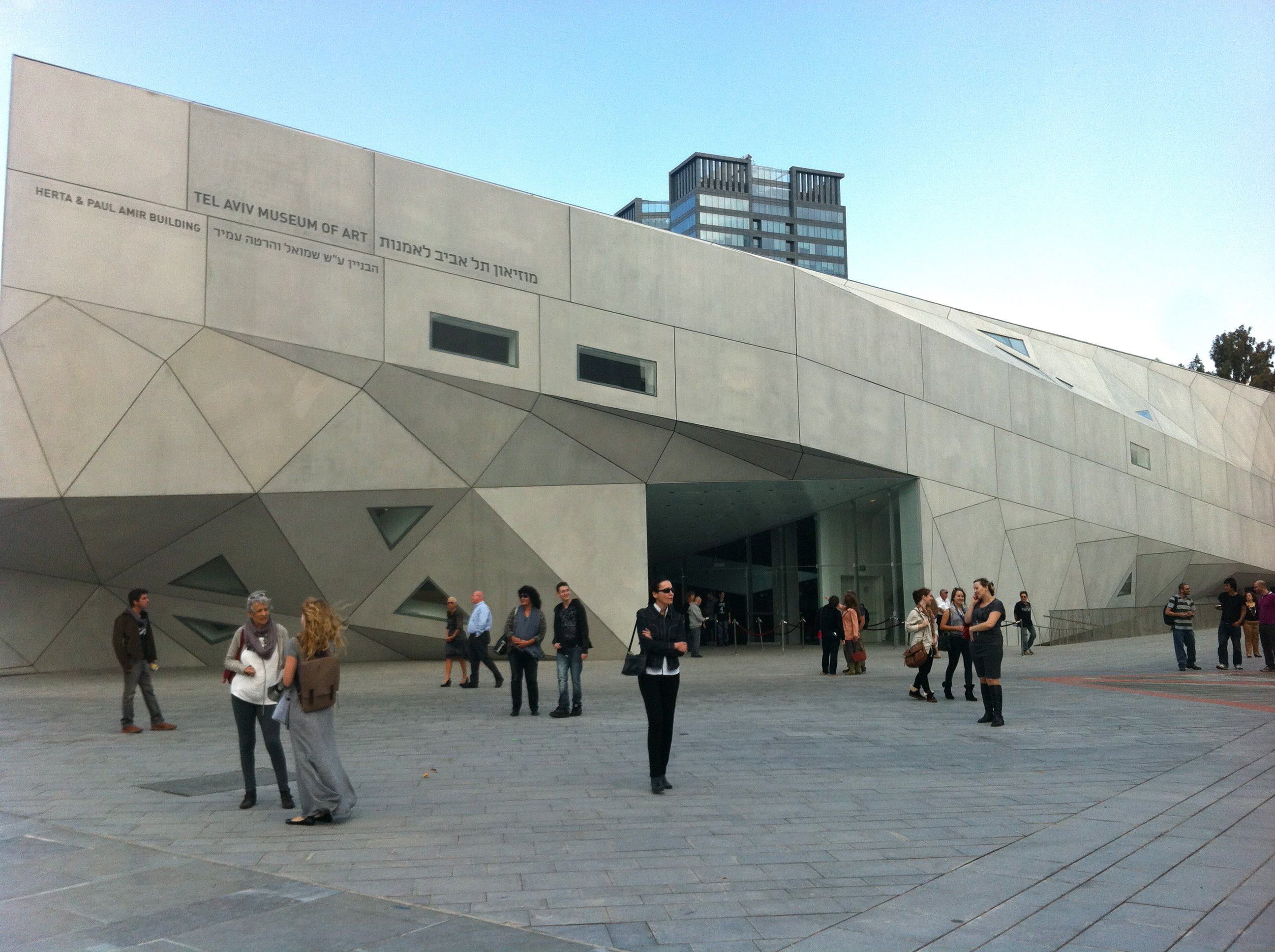
Museu de Arte de Tel Aviv

Tel Aviv é um importante centro cultural e de entretenimento. Dezoito dos 35 principais centros israelenses as artes cênicas estão localizados na cidade, incluindo cinco dos nove grandes teatros do país, onde 55% de todos os espetáculos do país ocorrem. O Centro de Artes Cênicas de Tel Aviv é a casa da Ópera de Israel, onde Plácido Domingo foi tenor entre 1962 e 1965, e o Teatro Cameri. Com 2 760 lugares, o Auditório Frederic R. Mann Au é o maior teatro e sede da Orquestra Filarmônica de Israel da cidade. O Teatro Habima, teatro nacional de Israel, foi fechado para reformas, no início de 2008 e reaberto em novembro de 2011 depois de uma grande remodelação. O Centro Cultural Enav é uma das mais recentes adições à cena cultural da cidade. Entre outros teatros, estão o Gesher e Beit Lessin e os pequenos teatros Tzavta e Tmuna, onde espetáculos musicais marginais são apresentados. Em Jafa, os teatros Simta e Notzar especializaram-se em teatro fringe. Tel Aviv também é a sede da Companhia de Dança Batsheva, um famoso grupo de dança contemporânea. O Ballet de Israel também é baseado na cidade. O centro de Tel Aviv para a dança moderna e clássica é o Centro de Dança e Teatro Suzanne Dellal, em Neve Tsedek.
A cidade hospeda frequentemente espetáculos de música pop e de rock em locais como o parque Hayarkon, as Israel Trade Fairs & Convention Center, o Barby Club e o Zappa Club.

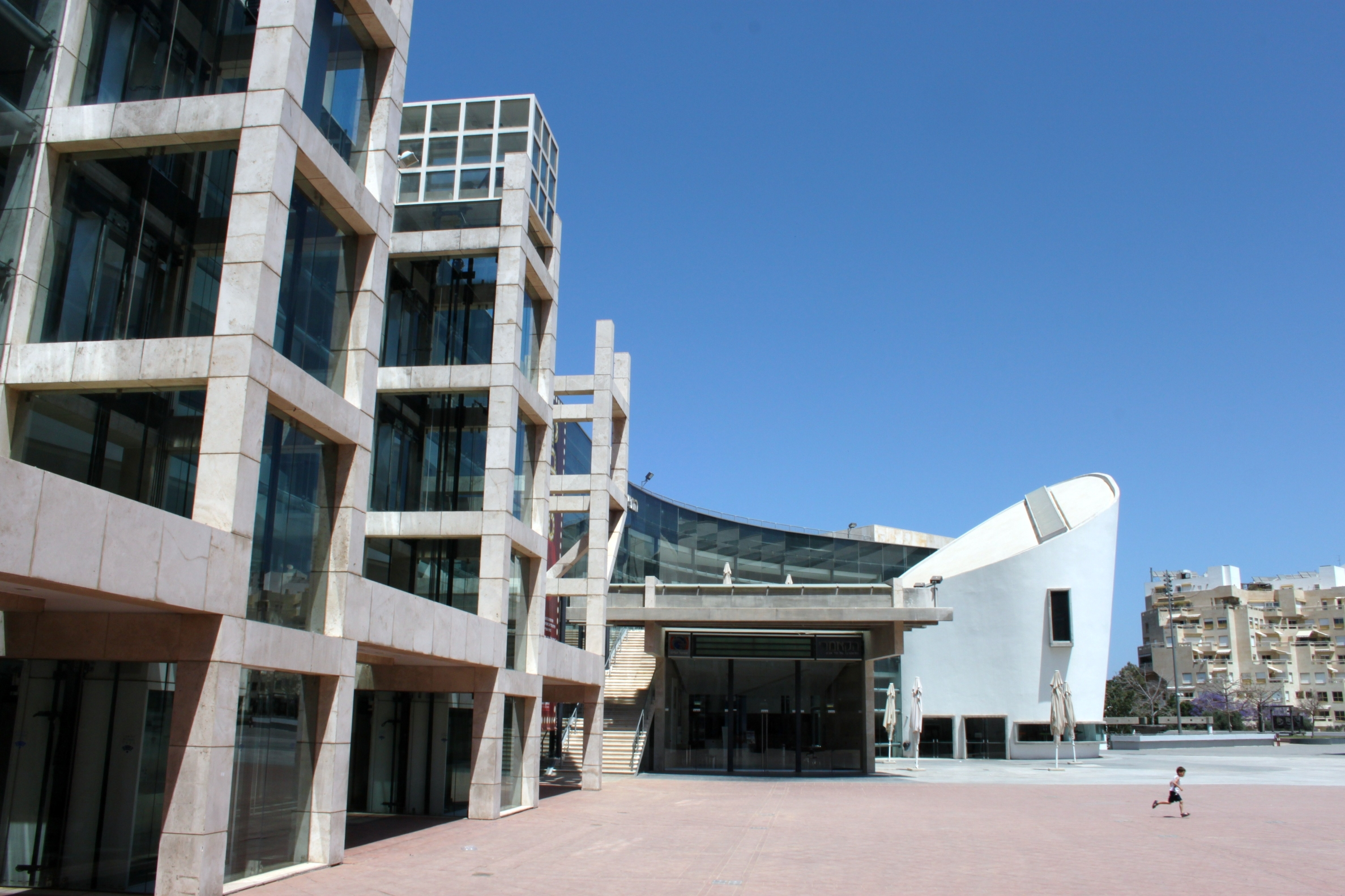
Centro de Artes Cênicas de Tel Aviv

Apresentações de ópera e música clássica são realizadas diariamente em Tel Aviv, sendo que muitos dos principais maestros e solistas clássicos do mundo passaram pelos palcos da cidade ao longo dos anos.
A Cinemateca de Tel Aviv apresenta filmes de arte, estreias de filmes israelenses de curta e longa-metragem e sedia vários festivais de cinema, entre eles o Festival de Animação, Quadrinhos e Caricaturas, o Festival Ficção Científica e Fantasia "Icon", o Festival de Cinema Student, o Festival de Jazz, Cinema e Videotape. A cidade tem vários cinemas multiplex.
Israel tem o maior número de museus per capita do mundo, sendo que três dos maiores do país estão localizados em Tel Aviv. Entre eles estão o Museu Terra de Israel, conhecido pela sua coleção de arqueologia e exposições históricos sobre a Terra de Israel, e o Museu de Arte de Tel Aviv. Instalado no campus da Universidade de Tel Aviv está o Beth Hatefutsoth, um museu sobre a diáspora judaica internacional, que conta a história da prosperidade judaica e de perseguição ao longo de séculos de exílio. O Museu Batey Haosef é especializado na história militar das Forças de Defesa de Israel. O Museu do Palmach, perto da Universidade de Tel Aviv, oferece uma experiência multimídia sobre a história do Palmach. Ao lado do parque Charles Clore está o um museu do Etzel. O Israel Trade Fairs & Convention Center, localizado na parte norte da cidade, abriga mais de 60 grandes eventos anualmente. Muitos museus e galerias funcionam na área sul, como a galeria de arte contemporânea Tel Aviv Raw Art.

### Arquitetura
Tel Aviv é o lar de diferentes estilos arquitetônicos que representam períodos influentes de sua história. A arquitetura dos períodos iniciais da cidade é composta principalmente por casas térreas de estilo europeu, com telhados vermelhos. Neve Tsedek, o primeiro bairro construído fora de Jafa é caracterizado por prédios de dois andares feitos de arenito. Por década de 1920, um novo estilo orientalista eclético entrou em voga, que combinava a arquitetura europeia, com características orientais, como arcos, cúpulas e telhas ornamentais. A construção da cidade seguiu o plano mestre de "cidade-jardim" elaborado por Patrick Geddes. Edifícios de dois e três andares foram intercalados com avenidas e parques públicos. Vários estilos arquitetônicos, como Art Déco, clássico e modernista também estão presentes em Tel Aviv.
A arquitetura Bauhaus foi introduzida na década de 1920 e 1930 por arquitetos judeus alemães que se instalaram na Palestina após a ascensão dos nazistas. A Cidade Branca de Tel Aviv, em torno do centro da cidade, contém mais de cinco mil edifícios de estilo modernista inspirados pelas escolas Bauhaus e Le Corbusier. A construção destes edifícios, posteriormente declarados monumentos protegidos e, coletivamente, um Patrimônio Mundial pela UNESCO, continuou até a década de 1950 na área em torno do Rothschild Boulevard. Cerca de três mil edifícios foram criados neste estilo apenas entre 1931 e 1939. Na década de 1960, este estilo arquitetônico deu lugar a torres de escritórios e uma série de edifícios de hotéis à beira-mar e de arranha-céus comerciais. Alguns dos edifícios modernistas da cidade foram negligenciados ao ponto de ficarem em ruínas. Antes da legislação preservar esse marco arquitetônico, muitos dos edifícios antigos foram demolidos. Esforços estão em andamento para reformar edifícios Bauhaus e restaurá-los à sua condição original.
A Torre Shalom Meir, o primeiro arranha-céu de Israel, foi construído em Tel Aviv em 1965 e manteve-se como o prédio mais alto do país até 1999. Na época de sua construção, o edifício rivalizava com os edifícios mais altos da Europa em altura e era o mais alto no Oriente Médio. Em meados dos anos 1990, construções de arranha-céus começaram por toda a cidade, alterando seu horizonte. Antes disso, Tel Aviv tinha um horizonte geral de edifícios baixos. No entanto, as torres não estavam concentradas em determinadas áreas e foram espalhados em locais aleatórios em toda a cidade, criando um horizonte desconexo.
Novos bairros, como o Parque Tzameret, foram construídos para abrigar torres de apartamentos, como as torres YOO Tel Aviv, projetadas por Philippe Starck. Outros distritos, como Sarona, desenvolveram-se com torres de escritórios. Outras adições recentes à linha do horizonte de Tel Aviv incluem a Torre Rothschild e a First International Bank Tower. Para celebrar seu centenário em 2009, Tel Aviv atraiu vários arquitetos e desenvolvedores, como I. M. Pei, Donald Trump e Richard Meier. O jornalista norte-americano David Kaufman relatou na New York Magazine que, desde que Tel Aviv "foi classificada como Patrimônio Mundial pela UNESCO, lindos prédios históricos da era otomana e Bauhaus foram reaproveitados como fabulosos hotéis, restaurantes , boutiques e museus de design". Em novembro de 2009, o Haaretz informou que Tel Aviv tinha 59 arranha-céus com mais de 100 metros de altura. Atualmente, dezenas de arranha-céus foram aprovados ou estão em construção por toda a cidade e muitos mais são planejados.